# Hundslund (plaats)
Hundslund is een plaats in de Deense regio Midden-Jutland, gemeente Odder, en telt 555 inwoners (2008).